# Marvin Schlegel
Marvin Schlegel (2 de enero de 1998) es un deportista de Alemania que compite en atletismo. Ganó una medalla de oro en el Campeonato Europeo de Atletismo Sub-23 de 2019, en la prueba de 4 × 400 m.